# 大河プロダクション
株式会社大河プロダクション（たいがプロダクション、英社名：TAIGA PRODUCTION CO., LTD.）は、テレビ番組制作会社である。

## 会社概要

### 所在地
- 〒105-1104 東京都港区芝3-28-2　カスターニ芝ビル3F

### 役員
- 代表取締役：川口伸之
- 顧問弁護士：大澤孝征（大澤孝征法律事務所）

## 主な作品
太字：現在放映中の番組。
- 列島警察捜査網 THE追跡
- マグロに賭けた男たち
- ソレダメ!〜あなたの常識は非常識!?〜
- 世界の衝撃ストーリー
- 所さんの世界のビックリ村
- 緊急車両24時
- 悪い奴を見逃すな!THE犯罪特捜ファイル
- 全国犯罪捜査網 スーパーGメン
- ビートたけしのTVタックル
- ザワつく!金曜日